# B90
A B90 foi uma bomba termonuclear desenhada nos Estados Unidos na metade da década de 1980 e cancelada antes da introdução no serviço militar.
O desenho da B90 foi intentado para o uso como uma arma de aeronaves navais, para o uso como uma bomba de profundidade e como uma bomba de ataque terrestre quando portada por mísseis. Ela foi desenhada para substituir a B57 utilizada pela Marinha dos E.U.A. A bomba B90 entrou na fase 3 de desenvolvimento e foi atribuída a designação numérica B90 em junho de 1988.
A B90 tinha 13,3 polegadas de diâmetro, 118 polegadas de comprimento e pesava 780 libras. A B90 teve um rendimento de projeto estimado em 200 quilotons de TNT.
A B90 foi cancelada em setembro de 1991 junto com as ogivas W89 e W91 e com os mísseis AGM-131 SRAM II e SRAM-T. Nenhuma B90 entrou em produção, ainda que unidades de testes tenham sido construídas. Os testes nucleares dos E.U.A continuaram até 1992.